# Schlacht (Wasserbauwerk)

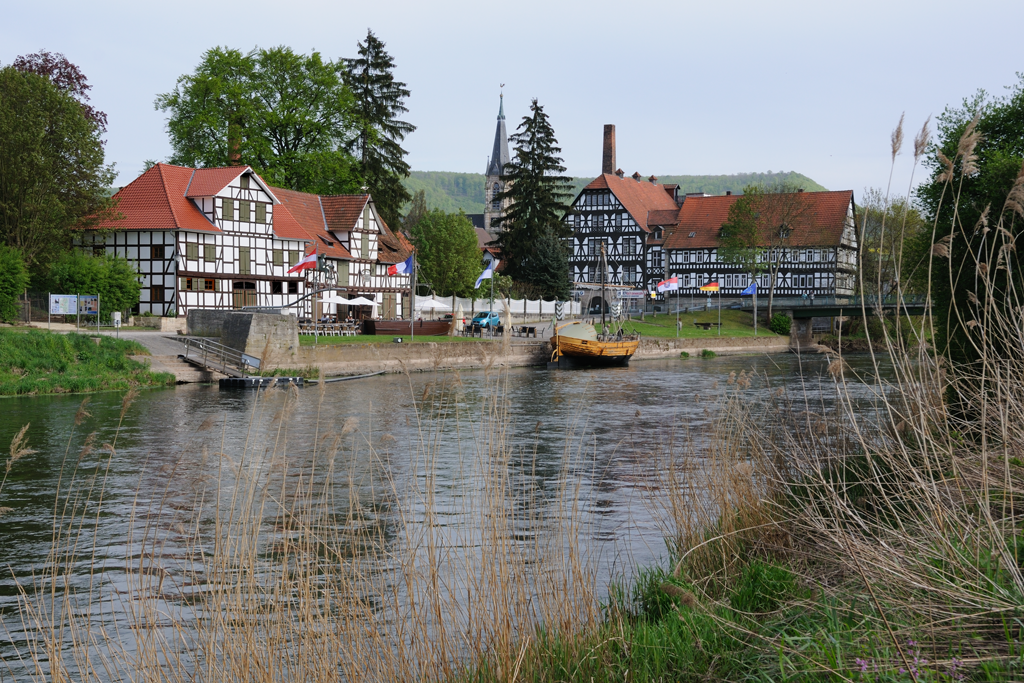
Schlagd mit Fachwerkhäusern in Wanfried

Die Schlacht – im Gebiet der Weser und ihrer Quellflüsse auch Schlagd oder Schlagde –  ist ein Flussbauwerk, das einen stabilen Anlegeplatz für die Flussschiffe (Binnenhafen) und einen Umschlagplatz für die zu stapelnden Waren bildet. Es kann aus Pfählen, Faschinenwerk, Gatterwerk oder Mauerung gebaut sein. Bei Verwendung von Mauerwerk wird ein solcher Anlegeplatz Kai genannt.

## Funktionen
- Uferbefestigung,[1] unter anderem gegen Unterspülung der Ufer und als Anlegemöglichkeit für Schiffe (Schiffslände)
- Wehr (oder Wuhr),[2] für eine Wassermühle[3][4] für den Überlauf[5] oder als „Einlaufwehr“ am Beginn des Mühlenbachs[6]
- Sicherung von Brückenpfeilern[7]
- Dammartige Schlachten, quer zum Fluss auch als Buhnen[2][7][8]

## Sprachliches

### Synonyme und Wortherkunft
Weitere Synonyme sind Schlachte, Bschlacht, Beschlacht,  Beschlächt, Beschlachtung oder Verschlagung.
Die Wörter Schlagd und Schlagde werden gleich ausgesprochen wie Schlacht und Schlachte, es handelt sich also um Schreibvarianten.
All diese Wörter leiten sich von schlagen oder niederdeutsch slait ab. Zur Befestigung von Flussuferbereichen wurden schwere zugespitzte Holzstämme in den Grund geschlagen, um einen stabilen Anlegeplatz für die Flussschiffe und einen Umschlagplatz für die zu stapelnden Waren zu schaffen.

### Abgeleitete Begriffe
Das Wort Schlacht hat sich im Begriff Uferbeschlachtung erhalten, der vor allem in Österreich verwendet wird. Beschlachtung oder Schlachtenwand werden auch nur die landseitig eingebauten waagrechten Pfosten, Halbschnitte oder Schwartlinge genannt, die zwischen den in die Erde gerammten Pfählen einer Uferverbauung stecken.
Von Schlacht im Sinne von „Schiffslände“ sind abgeleitet:
- Schlachtzettel, Verzeichnis der Ladung eines Schiffes, nach dem das Schlachtgeld bezahlt wurde[12]
- Schlachtgeld, der Betrag, der für das Anländen an einer Schlacht bezahlt wurde[13]
- worüber der Schlachtschreiber Buch führte[13][12]
- Schlachtpferde und Schlachtwagen, die den Transport der angeländeten Waren übernahmen[12]
- der Schlachtvoigt oder Schlachtvogt beaufsichtigte die Schlacht[13] und die dort liegenden Schiffe[12]
- die Eigentümer waren die Schlachtherren[13]

Ob die Begriffe oberschlächtig und unterschlächtig (bei der Wasserzuführung zum Wasserrad einer Wassermühle) von deren Schlacht (im Sinne von Wehr oder Überlauf) abgeleitet sind, ist unklar. Die Synonyme oberschlägig und unterschlägig beziehen sich auf den Schlag des Wassers auf die Schaufeln des Wasserrades.

### Bestehendes „Beschlacht“
- Regensburg: Am Beschlacht (Beschlächt): ein ca. 500 m langer und ca. 10 m breiter Steindamm, seit 1388. Das Beschlächt ist ein begehbarer Damm, der im Bereich der Altstadt von Regensburg Donauinseln verbindet. Das Beschlächt ist auch Teil der Basis für die Steinerne Brücke, deren Pfeiler zusätzlich von kleineren umfassenden Beschlächten eingefasst sind. Die Beschlächte waren seit dem Mittelalter Standorte für alle Arten von durch Wasserkraft angetriebene Wassermühlen.[15]

### Straßennamen mit „Schlagd“
Schlagden finden sich in Straßennamen noch heute in folgenden Orten:
- Bad Karlshafen: An der Schlagd ⊙
- Bad Oeynhausen: In der Schlagde
- Bodenfelde: Zur Schlagd
- Bremen: siehe Schlachte (Bremen) ⊙
- Hann. Münden: Bremer Schlagd, Kasseler Schlagd, Wanfrieder Schlagd ⊙
- Kassel: Die Schlagd ⊙
- Minden: Mindener Schlagde (am Weserufer am zentralen Punkt der Stadt) ⊙
- Mülheim an der Ruhr: Broicher Schlagd ⊙
- Wanfried: Auf der Schlagd ⊙
- Witzenhausen: An der Schlagd ⊙

## Andere Bezeichnungen für alte Hafenkais
In mehreren Städten des ehemaligen und einst dänischen Herzogtums Schleswig heißen alte Hafenanlagen Schiffbrücke, ähnlich im zeitweise schwedischen Stralsund die Steinerne Fischbrücke, sowie Bryggen oder Tyskebryggen, die Deutsche Brücke in Bergen (Norwegen).
In mehreren Ostseehäfen gibt es alte Kaianlagen namens Lastadie.